# Panchlora aurora
Panchlora aurora es una especie de cucaracha del género Panchlora, familia Blaberidae. Fue descrita científicamente por Hebard en 1926.

## Distribución
Habita en Guyana, Guayana Francesa, Surinam y Brasil.